# Epinephelus corallicola
Epinephelus corallicola, tên thông thường là Coral grouper (cá mú san hô), là một loài cá biển thuộc chi Epinephelus trong họ Cá mú. Loài này được mô tả lần đầu tiên vào năm 1828.

## Phân bố và môi trường sống
E. corallicola có phạm vi phân bố rộng khắp Tây Thái Bình Dương. Loài này được tìm thấy ở khắp vùng biển các nước Đông Nam Á, có mặt ở cả quần đảo Trường Sa và quần đảo Hoàng Sa trong Biển Đông; ngược lên phía bắc đến đảo Đài Loan và bờ biển đông nam Trung Quốc; phía nam trải dài xuống khắp vùng biển phía bắc Úc; phía đông giới hạn đến Palau, quần đảo Solomon và quần đảo Mariana; thỉnh thoảng xuất hiện ở phía bắc New Caledonia. Cá trưởng thành sống xung quanh các rạn san hô và các bãi đá ngầm ở độ sâu khoảng 30 m trở lại, đôi khi ở các khu vực cửa biển; cá con sống ở vùng nước nông hơn.

## Mô tả
E. corallicola trưởng thành có chiều dài cơ thể lớn nhất đo được là khoảng 50 cm. Thân thuôn dài, hình bầu dục. Cơ thể cá trưởng thành có màu lam xám hoặc lục xám với rất nhiều chấm đen (nhỏ hơn kích thước đồng tử) phủ khắp đầu và thân, và cả các vây. Dọc lưng là các đốm lớn ở phía sau. Đuôi bo tròn.
Số gai ở vây lưng: 11; Số tia vây mềm ở vây lưng: 15 - 16; Số gai ở vây hậu môn: 3; Số tia vây mềm ở vây hậu môn: 8; Số tia vây mềm ở vây ngực: 18 - 20; Số vảy đường bên: 54 - 63.
Thức ăn của E. corallicola là các loài cá nhỏ hơn, động vật thân mềm và động vật giáp xác. Chúng được đánh bắt trong nghề cá, có giá trị không được cao.